# Eachagere, Mandya
Eachagere là một làng thuộc tehsil Mandya, huyện Mandya, bang Karnataka, Ấn Độ.